# Џек Глисон
Џек Глисон (енгл. Jack Gleeson; рођен 20. маја 1992. у Корку) ирски је глумац познат по улози Џофрија Баратеона у ТВ серији Игра престола.